# Arrondissement Castelsarrasin
Castelsarrasin is een arrondissement van het Franse departement Tarn-et-Garonne in de regio Occitanie. De onderprefectuur is Castelsarrasin. Het arrondissement maakte oorspronkelijk deel uit van het departement Haute-Garonne. In 1808 werd het overgeheveld naar het nieuw opgerichte departement Tarn-et-Garonne.

## Kantons
Het arrondissement was tot 2014 samengesteld uit de volgende kantons:
- Kanton Auvillar
- Kanton Beaumont-de-Lomagne
- Kanton Bourg-de-Visa
- Kanton Castelsarrasin-1
- Kanton Castelsarrasin-2
- Kanton Lauzerte
- Kanton Lavit
- Kanton Moissac-1
- Kanton Moissac-2
- Kanton Montaigu-de-Quercy
- Kanton Saint-Nicolas-de-la-Grave
- Kanton Valence

Na de herindeling van de kantons bij decreet van 27 februari 2024, met uitwerking op 22 maart 2015, omvat het volgende kantons:
- Kanton Beaumont-de-Lomagne (deel: 28/32)
- Kanton Castelsarrasin (deel: 5/6)
- Kanton Garonne-Lomagne-Brulhois
- Kanton Moissac
- Kanton Montech (deel: 1/9)
- Kanton Pays de Serres Sud-Quercy (deel: 20/24)
- Kanton Valence